# San Nazzaro
San Nazzaro – miejscowość i gmina we Włoszech, w regionie Kampania, w prowincji Benewent.
Według danych na I 2009 gminę zamieszkiwało 899 osób przy gęstości zaludnienia 449,5 os./1 km².